# SK Černošice
SK Černošice (celým názvem: Sportovní klub Černošice) je český klub ledního hokeje, který sídlí ve městě Černošice ve Středočeském kraji. Založen byl v roce 1936. Od sezóny 2013/14 působí ve Středočeské krajské lize, čtvrté české nejvyšší soutěži ledního hokeje. Klubové barvy jsou modrá a žlutá.
Své domácí zápasy odehrává na zimním stadionu Černošice s kapacitou 300 diváků.

## Přehled ligové účasti
Stručný přehled
Zdroj: 
- 1939–1940: Balounkova III. třída – sk. Sever (5. ligová úroveň v Protektorátu Čechy a Morava)
- 1940–1943: Balounkova II. třída – sk. ? (4. ligová úroveň v Protektorátu Čechy a Morava)
- 1943–1944: Balounkova I. B třída – sk. Vltava (4. ligová úroveň v Protektorátu Čechy a Morava)
- 1945–1946: Středočeská I. B třída – sk. ? (4. ligová úroveň v Československu)
- 1946–1947: Středočeská I. třída – sk. B (3. ligová úroveň v Československu)
- 1947–1949: Středočeská divize – sk. A (2. ligová úroveň v Československu)
- 1949–1950: Oblastní soutěž – sk. C2 (2. ligová úroveň v Československu)
- 1950–1951: Oblastní soutěž – sk. D (2. ligová úroveň v Československu)
- 1951–1952: Středočeská I. třída – sk. B (3. ligová úroveň v Československu)
- 1952–1953: Středočeská I. B třída – sk. B (3. ligová úroveň v Československu)
- 1969–1973: Krajský přebor – Praha (4. ligová úroveň v Československu)
- 1973–1975: Krajský přebor – Praha (5. ligová úroveň v Československu)
- 1997–2005: Krajský přebor – Praha (4. ligová úroveň v České republice)
- 2005–2008: Středočeský krajský přebor (4. ligová úroveň v České republice)
- 2008–2009: Středočeská krajská soutěž (5. ligová úroveň v České republice)
- 2009–2010: Středočeská krajská liga (4. ligová úroveň v České republice)
- 2010–2011: Středočeská krajská soutěž (5. ligová úroveň v České republice)
- 2011–2012: Středočeská krajská liga (4. ligová úroveň v České republice)
- 2012–2013: Středočeská krajská soutěž (5. ligová úroveň v České republice)
- 2013–2017: Středočeská krajská liga (4. ligová úroveň v České republice)
- 2017– : Středočeská krajská liga – sk. Západ (4. ligová úroveň v České republice)

Jednotlivé ročníky
Zdroj: 
Legenda: ZČ - základní část, červené podbarvení - sestup, zelené podbarvení - postup, fialové podbarvení - reorganizace, změna skupiny či soutěže
| Protektorát Čechy a Morava (1939 – 1944) |                                      |           |           |                                       |                         |
| Sezóny                                   | Soutěž                               | Úroveň    | ZČ        | Play-off, nadstavba, sk. o udržení... | Poznámky                |
| 1939/40                                  | Balounkova III. třída – sk. Sever    | 5. úroveň | 2. místo  |                                       | Postup                  |
| 1940/41                                  | Balounkova II. třída – sk. ?         | 4. úroveň | 1. místo  | Kvalifikace o I. B třídu (?. místo)   |                         |
| 1941/42                                  | Balounkova II. třída – sk. ?         | 4. úroveň | ?. místo  |                                       |                         |
| 1942/43                                  | Balounkova II. třída – sk. ?         | 4. úroveň | ?. místo  |                                       | Reorganizace            |
| 1943/44                                  | Balounkova I. B třída – sk. Vltava   | 4. úroveň | 3. místo  |                                       | Reorganizace            |
| Československo (1945 – 1993)             |                                      |           |           |                                       |                         |
| Sezóny                                   | Soutěž                               | Úroveň    | ZČ        | Play-off, nadstavba, sk. o udržení... | Poznámky                |
| 1945/46                                  | Středočeská I. B třída – sk. ?       | 4. úroveň | ?. místo  |                                       | Reorganizace            |
| 1946/47                                  | Středočeská I. třída – sk. B         | 3. úroveň | 1. místo  |                                       | Postup                  |
| 1947/48                                  | Středočeská divize – sk. A           | 2. úroveň | –. místo  |                                       | Soutěž nedohrána        |
| 1948/49                                  | Středočeská divize – sk. A           | 2. úroveň | 1. místo  | Semifinále skupina A (4. místo)       | Reorganizace            |
| 1949/50                                  | Oblastní soutěž – sk. C2             | 2. úroveň | 2. místo  |                                       | Změna skupiny           |
| 1950/51                                  | Oblastní soutěž – sk. D              | 2. úroveň | 7. místo  |                                       | Reorganizace            |
| 1951/52                                  | Středočeská I. třída – sk. B         | 2. úroveň | 5. místo  |                                       | Reorganizace            |
| 1952/53                                  | Středočeská I. B třída – sk. B       | 3. úroveň | 1. místo  | Finále I. B třídy (vítěz)             | Reorganizace            |
| ...                                      |                                      |           |           |                                       |                         |
| 1969/70                                  | Krajský přebor – Praha               | 4. úroveň | 1. místo  |                                       |                         |
| 1970/71                                  | Krajský přebor – Praha               | 4. úroveň | 1. místo  | Kvalifikace o divizi (2. místo)       |                         |
| 1971/72                                  | Krajský přebor – Praha               | 4. úroveň | 1. místo  |                                       |                         |
| 1972/73                                  | Krajský přebor – Praha (sk. A)       | 4. úroveň | 1. místo  | Vítěz                                 | Reorganizace            |
| 1973/74                                  | Krajský přebor – Praha (sk. A)       | 5. úroveň | 1. místo  | Vítěz                                 | Přechod do jiného kraje |
| ...                                      |                                      |           |           |                                       |                         |
| Česko (1993 – )                          |                                      |           |           |                                       |                         |
| Sezóny                                   | Soutěž                               | Úroveň    | ZČ        | Play-off, nadstavba, sk. o udržení... | Poznámky                |
| ...                                      |                                      |           |           |                                       |                         |
| 1997/98                                  | Krajský přebor – Praha               | 4. úroveň | 5. místo  |                                       |                         |
| 1998/99                                  | Krajský přebor – Praha               | 4. úroveň | 5. místo  | Skupina o umístění (5. místo)         |                         |
| 1999/00                                  | Krajský přebor – Praha               | 4. úroveň | 4. místo  | Finálová skupina (4. místo)           |                         |
| 2000/01                                  | Krajský přebor – Praha               | 4. úroveň | 3. místo  |                                       |                         |
| 2001/02                                  | Krajský přebor – Praha               | 4. úroveň | 4. místo  | Finálová skupina (4. místo)           |                         |
| 2002/03                                  | Krajský přebor – Praha               | 4. úroveň | 2. místo  | Finálová skupina (2. místo)           |                         |
| 2003/04                                  | Krajský přebor – Praha               | 4. úroveň | 1. místo  | Vítěz                                 | Baráž                   |
| 2004/05                                  | Krajský přebor – Praha               | 4. úroveň | 1. místo  | Finálová skupina (2. místo)           | Přechod do jiného kraje |
| 2005/06                                  | Středočeský krajský přebor           | 4. úroveň | 9. místo  |                                       |                         |
| 2006/07                                  | Středočeský krajský přebor           | 4. úroveň | 10. místo |                                       |                         |
| 2007/08                                  | Středočeský krajský přebor           | 4. úroveň | 11. místo |                                       | Sestup                  |
| 2008/09                                  | Středočeská krajská soutěž           | 5. úroveň | 1. místo  |                                       | Postup                  |
| 2009/10                                  | Středočeská krajská liga             | 4. úroveň | 12. místo |                                       | Sestup                  |
| 2010/11                                  | Středočeská krajská soutěž           | 5. úroveň | 2. místo  |                                       | Postup                  |
| 2011/12                                  | Středočeská krajská liga             | 4. úroveň | 12. místo |                                       | Sestup                  |
| 2012/13                                  | Středočeská krajská soutěž           | 5. úroveň | 1. místo  | Finálová skupina (1. místo)           | Postup                  |
| 2013/14                                  | Středočeská krajská liga             | 4. úroveň | 8. místo  | Čtvrtfinále                           |                         |
| 2014/15                                  | Středočeská krajská liga             | 4. úroveň | 4. místo  | Semifinále                            |                         |
| 2015/16                                  | Středočeská krajská liga             | 4. úroveň | 2. místo  | Finále                                |                         |
| 2016/17                                  | Středočeská krajská liga             | 4. úroveň | 5. místo  | Semifinále                            | Reorganizace            |
| 2017/18                                  | Středočeská krajská liga – sk. Západ | 4. úroveň | 3. místo  | Vítěz                                 | Kvalifikace             |
| 2018/19                                  | Středočeská krajská liga – sk. Západ | 4. úroveň | 1. místo  | Finále                                |                         |
| 2019/20                                  | Středočeská krajská liga – sk. Západ | 4. úroveň |           |                                       |                         |